# Гіперболічне зростання
Гіперболічне зростання (режим із загостренням) — динамічний закон, за якого одна або кілька модельованих величин обертається на нескінченність за скінченний проміжок часу. У реальності замість переходу в нескінченність у цьому випадку спостерігається зазвичай фазовий перехід. Формується в результаті дії механізму нелінійного позитивного зворотного зв'язку.
Режими із загостренням докладно вивчали протягом багатьох років у Інституті прикладної математики ім. М. В. Келдиша РАН.